# Літота
Літо́та (грец. λιτότης — простота, помірність) — троп, різновид метонімії (протилежний за значенням гіперболі), в якому міститься художнє зменшування величини, сили, значення зображуваного предмета чи явища.
Приклад літоти з вірша М. Вінграновського «Поїхали у Сквиру, на гриби…», котрий у пуанті розкривається трагічним завбаченням:
Ми карасів наловим до обіду
І серцем захмелієм як на те,
І так поїдемо, і зникнемо без сліду
Що й коров'як на нас не зацвіте.
Літота вживається в різних родах літератури, зокрема і в прозі (оповідання Марко Вовчок «Сестра»: бабуся «малесенька, ледве од землі видно»).
Літота притаманна народному світосприйманню, зафіксованому у фольклорі (казки «Котигорошко», «Яйце-райце» та ін.), мотивами якого живиться література.

## Різновиди та форми літоти
У літературознавстві виділяють кілька типів літоти, залежно від способу її реалізації:
- Морфологічна літота
- Лексична літота
- Синтаксична літота
- Фразеологічна літота
- Літота порівняння